# جون إسحاق
جون إسحاق (بالإنجليزية: John Isaac)‏ (14 فبراير 1880 - 9 مايو 1915) هو لاعب كريكت بريطاني (وحمل سابقاً جنسية المملكة المتحدة لبريطانيا العظمى وأيرلندا).

## وصلات خارجية
- جون إسحاق على موقع إي آس بي آن كريك إنفو (الإنجليزية)